# Playa de Langre
La playa de Langre es un arenal cercano a la localidad de Langre, en el municipio de Ribamontán al Mar (Cantabria, España).
Tiene una longitud de en torno a un kilómetro en pleamar y se encuentra cerrada por un acantilado de 25 metros de altura junto a una rasa litoral. En realidad la playa de Langre está dividida en dos tramos, uno pequeño y otro más amplio por la que se accede descendiendo por unas escaleras. Aproximadamente la mitad de la playa es de uso nudista.
Frecuentada por surfistas dada buena orientación de la playa al mar, su ola se puede calificar como aceptable para este deporte, pues puede alcanzar un considerable tamaño, aunque no aguanta mucho. En sus acantilados se practica el submarinismo deportivo. De fondo rocoso, alberga a variadas especies tanto animales como vegetales. Aunque la visibilidad del agua para la práctica del buceo sea similar al resto de la Cornisa Cantábrica, que puede ser de media a reducida.